# Comté (Käse)

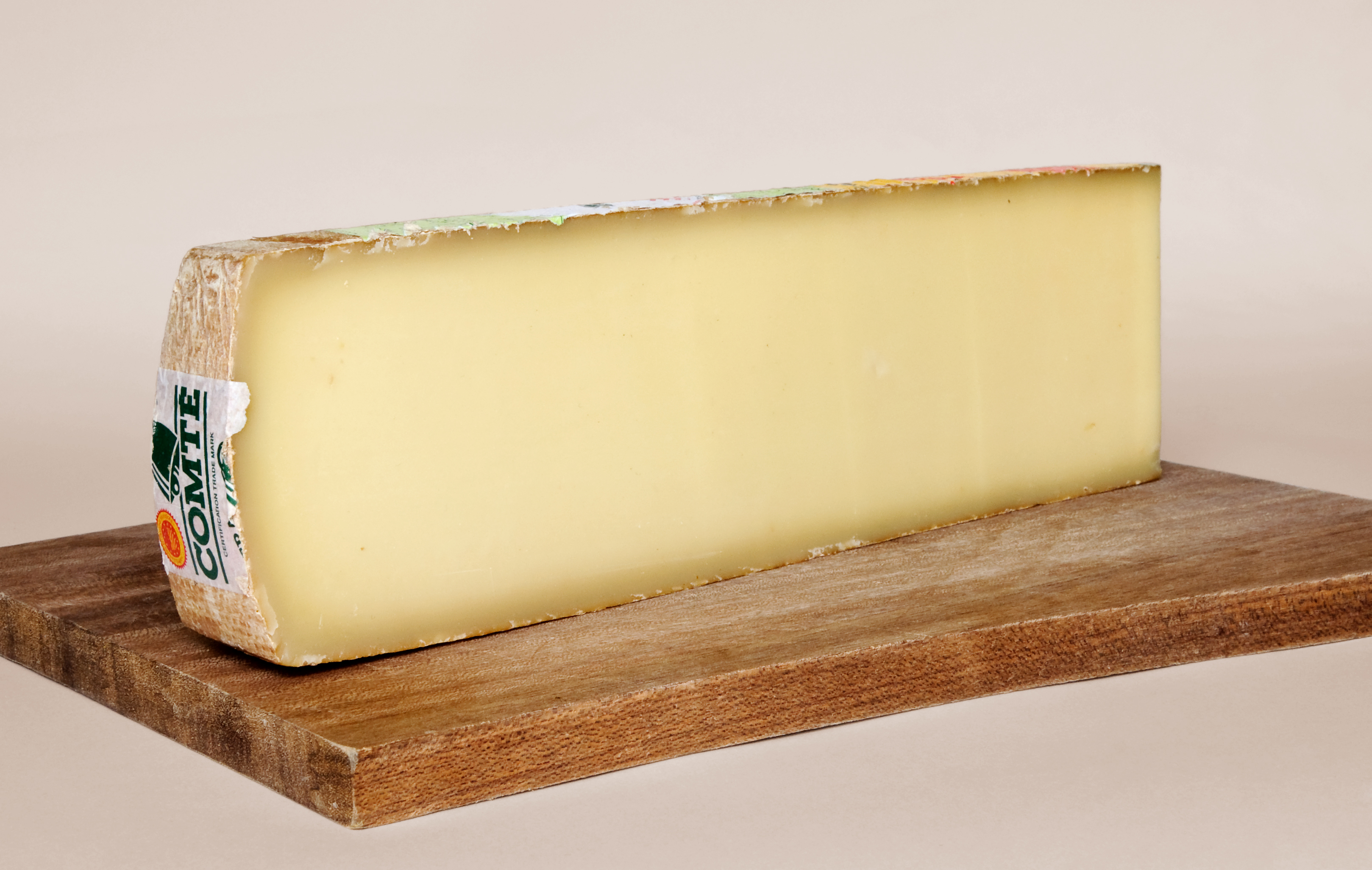
Comté mit dem Etikett für 15 und mehr Punkte

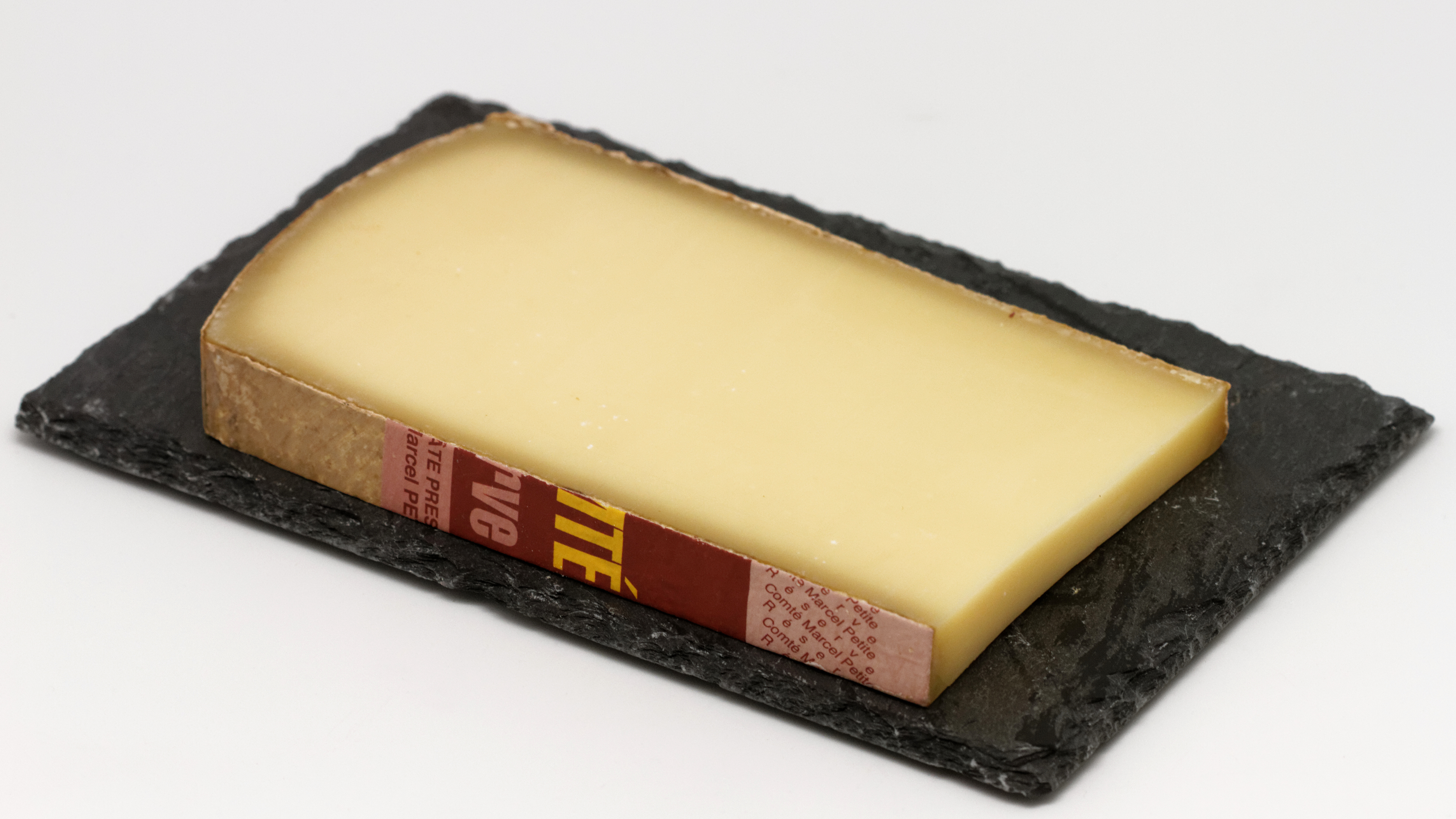
Comté mit dem braunen Etikett für 12 bis 14 Punkte

Comté [kõˈte] ist ein Hart-Rohmilchkäse aus der französischen Region Franche-Comté.

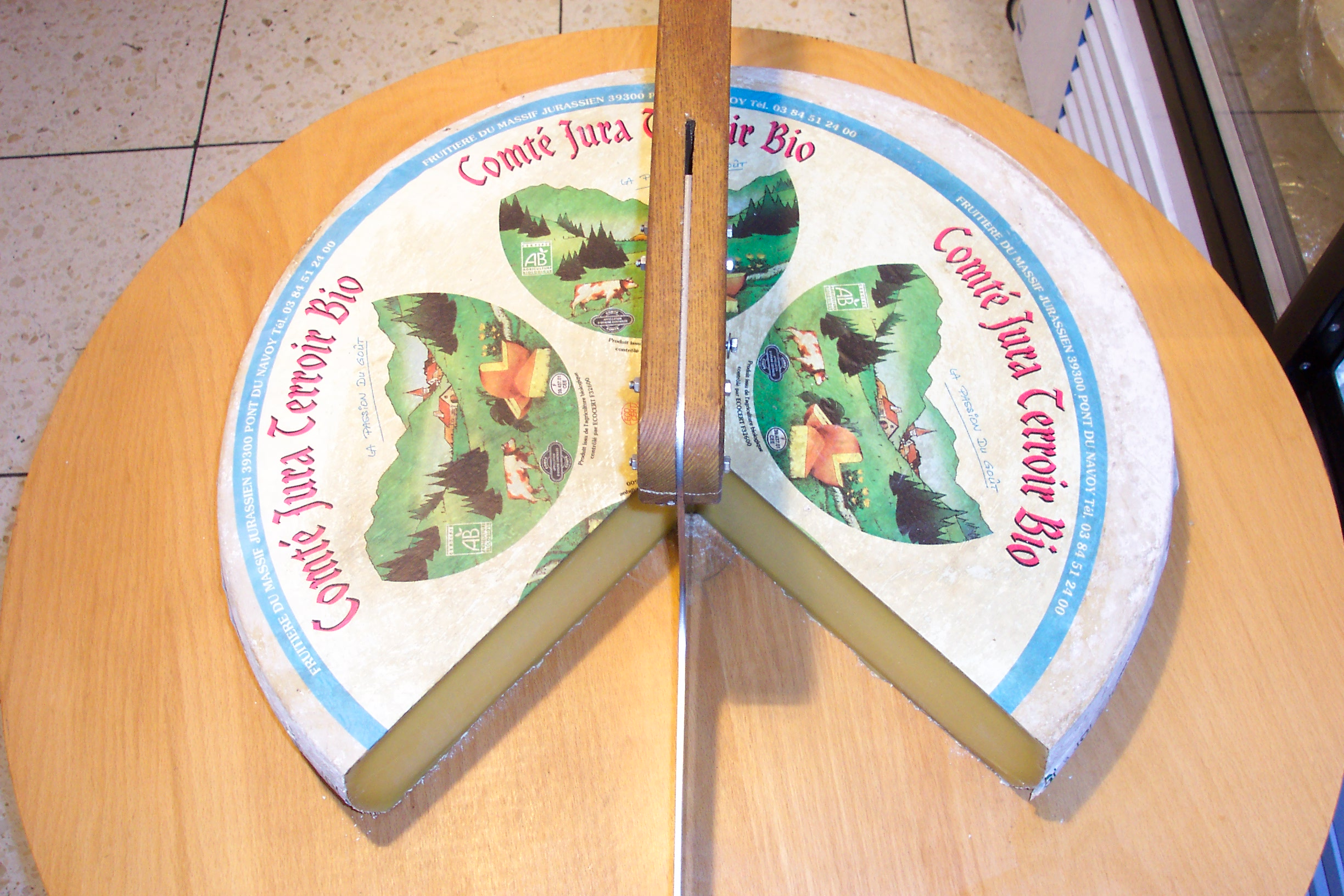
Angeschnittener Comté-Laib

## Schutzsiegel: Appellation d’Origine Protegée
Für eine Kennzeichnung als Comté mittels des französischen Schutzsiegels Appellation d’Origine Protegée muss ein Käse insbesondere die folgenden Bedingungen erfüllen:
1. Als Herkunft sind Teile der Départements Jura, Doubs, Ain und ein kleiner Teil von Saône-et-Loire zugelassen.[1]
2. Die Milch darf nur von Rindern der Montbéliard-Rasse und Simmental française stammen.
3. Das Futter darf nur aus den Pflanzen der Jurawiesen bestehen, Silofutter ist verboten.
4. Die Reifezeit muss mindestens vier Monate betragen.

## Herstellung

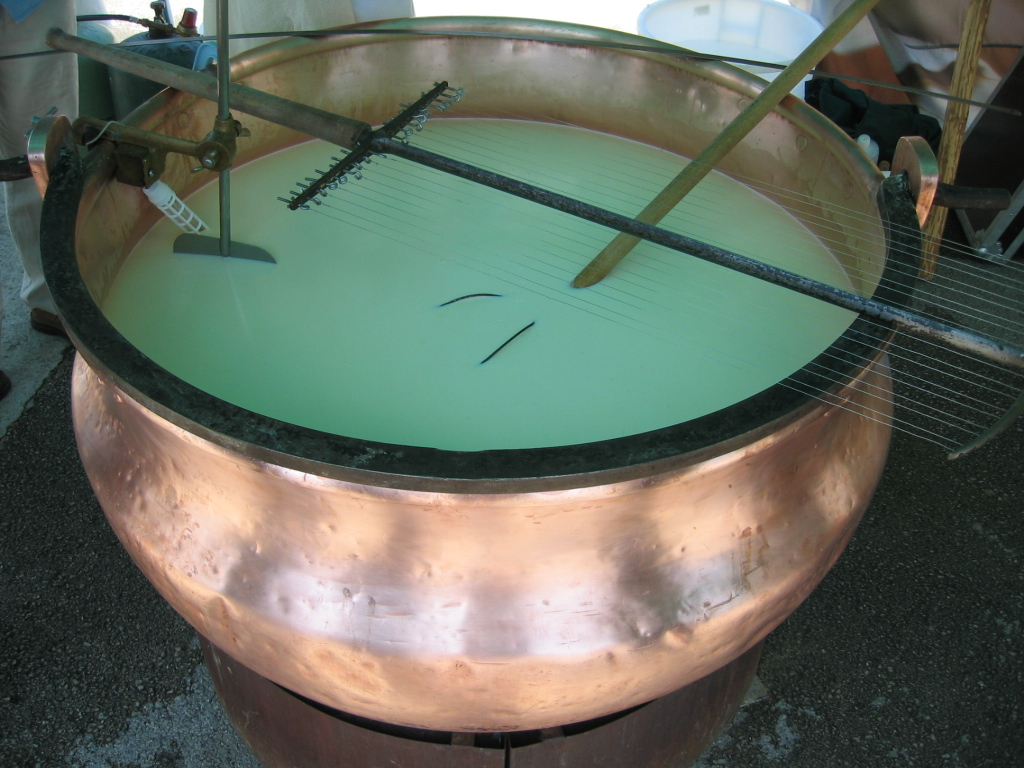
Herstellung des Comté

Comté wird in der Regel in kleinen Käsereien (frz. fruitière) hergestellt, die von Kooperativen betrieben werden.
Um einen Comté-Käselaib von 40 Kilogramm herzustellen, werden etwa 450 Liter Milch benötigt.
Die Milch wird in Kupferwannen auf 33 °C erwärmt und Lab zugegeben. Dabei trennen sich Quarkmasse und Molke. Nach dem Gerinnen der Milch wird die Dickete (Gallerte) in reiskorngroße Stücke gebrochen und unter sorgsamem Rühren weiter auf 53 Grad erhitzt. Rund 30 Minuten später wird die Masse in eine Pressform gegossen, 24 Stunden lang gepresst und in regelmäßigen Abständen gewendet. Sobald die Masse abgetropft ist, kommt der Käse zur Zwischenlagerung in den Wärme- oder Vorreifungskeller.
Anschließend wird der Käselaib mindestens vier Monate in Reifungskellern gelagert und dabei regelmäßig gewendet und mit Rotschmierebakterien (vor allem Brevibacterium linens) in einer Salzlösung eingerieben. Reifezeiten von bis zu 24 Monaten sind typisch. Seltener werden auch drei oder vier Jahre gereifte Käse angeboten. Der Käselaib ist zylindrisch mit einem Durchmesser von 65–70 cm, einer Höhe von 8–13 cm, leicht bombiertem Rand und einem Gewicht zwischen 30 und 48 kg bei einem Fettgehalt (bezogen auf die Trockensubstanz) von 45–48 %.
Jeder Laib, der den Reifungskeller verlässt, wird von einer Expertenjury beurteilt. Dabei können maximal 20 Punkte erreicht werden. Nur Käselaibe mit mindestens 15 Punkten erhalten die grüne „COMTÉ Extra“-Banderole. Mit 12 bis 14 Punkten bekommen sie eine braune Banderole. Werden weniger Punkte erreicht, darf der Käse nicht als Comté verkauft werden, er wird mit einem Gitter in der Rinde gekennzeichnet.

## Historisches
Comté wird in der gleichnamigen Region schon seit über 1000 Jahren hergestellt. Der Käse war für die Landbevölkerung ein sicheres Nahrungsmittel für die langen und sehr schneereichen Winter.

## Verwendung

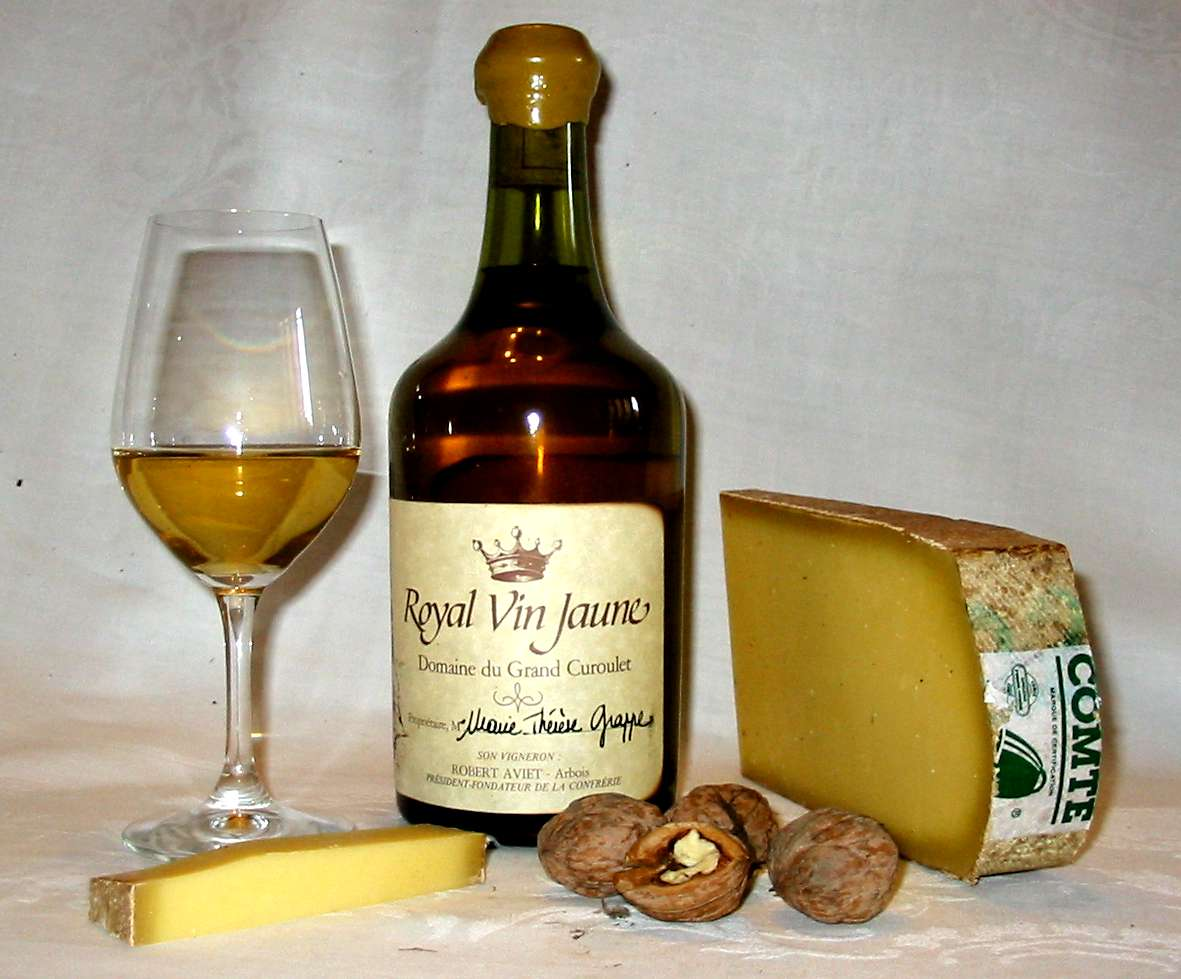
Comté mit Vin Jaune und Nüssen

Comté ist mit dem Greyerzer-Käse aus der Schweiz vergleichbar, schmeckt aber deutlich milder und fruchtiger. Seine Aromen sind vielfältig und je nach Jahreszeit verschieden. Er eignet sich für ein Fondue oder als Aperitif, empfohlen wird er auch zu Meeresfrüchten und Fisch.
Dazu werden oft trockene Weißweine, am besten aus dem Jura, und Champagner gereicht. Auch leichte Rotweine passen zu seinem Aroma oder gar ein Vin Jaune mit Nüssen.

## Herstellungsbetriebe
Das Produktionsgebiet erstreckt sich über rund 12.000 km², auf denen 3351 Betriebe an der Comté-Herstellung beteiligt sind. Davon sind 3163 Milchproduzenten, 175 Käsereien (138 Genossenschaften und 37 industrielle Betriebe) und 188 Veredlungsbetriebe, die jährlich rund 45.000 Tonnen Comté herstellen.

## In der Populärkultur
Der französische Coming-of-Age-Film Könige des Sommers (2024) spielt in der Comté-Produktionsregion und handelt von einem jungen Mann, der versucht, mit der Herstellung des prestigeträchtigen Käses den traditionellen Familienbetrieb zu retten. Der Film thematisiert dabei sowohl die technischen Herausforderungen der Comté-Produktion als auch die strenge Reglementierung durch das AOC-Siegel.

## Einzelbelege
1. 1 2  Comté – Fiche produit. L’Institut National de l’Origine et de la Qualité (INAO), abgerufen am 29. Dezember 2019 (französisch).
2. ↑  Anne Iburg: DuMonts kleines Käse-Lexikon. Herstellung, Herkunft, Sorten, Geschmack. DuMont Monte, Köln 2003, ISBN 3-8320-8824-5.